# J. Barbour and Sons
J. Barbour & Sons Ltd là một công ty sang trọng của Anh được thành lập tại khu chợ ở South Shields vào năm 1894 bởi bàn tay của John Barbour. Công ty sản xuất nhiều loại quần áo, giày dép và phụ kiện tốt. Công ty nổi tiếng được biết đến với áo khoác không thấm nước bằng sáp bông vào giữa thế kỷ 20 dưới thương hiệu Barbour.
J. Barbour & Sons Ltd là một trong số những công ty lâu đời vinh dự nắm giữ cả ba chứng quyền Royal Warrant của Anh.

## Lịch sử hình thành

### Từ 1870—1905: Những ngày đầu
Câu chuyện về thương hiệu Barbour bắt đầu với John Barbour, sinh năm 1849 và lớn lên tại một trang trại ở Galloway ở Tây Scotland, ông là con trai thứ hai của một gia đình có mối liên hệ xuyên suốt lịch sử có thể bắt nguồn từ thế kỷ 14. Năm 1869, John Barbour rời trang trại để thử vận may kinh doanh qua biên giới ở phía đông bắc nước Anh. 
Vào năm 1870, ông bắt đầu kinh doanh như một người bán hàng du lịch. Một năm sau, John kết hôn với người yêu thời thơ ấu của mình, Margaret Hained, người đã sinh cho ông 11 người con và cho ông sự khích lệ và niềm tin để bắt đầu mở cửa hàng J Barbour & Sons vào năm 1894 tại 5 Market Place, South Shields.
Cửa hàng bán tất cả các loại sản phẩm được mô tả bao gồm áo khoác, bộ đồ nồi hơi, áo khoác của họa sĩ cho đến đồ lót, và tại thị trấn của South Shields cửa hàng được gọi là Barbour, đã phát triển thành công. Gần như từ lần đầu tiên, Barbour có được một phần thu nhập quan trọng từ các chủ tàu, thợ đóng tàu và thợ may của cảng, cung cấp áo khoác da dầu thương hiệu Beacon được thiết kế để bảo vệ cộng đồng thủy thủ, ngư dân, bến tàu và công nhân đóng tàu tồi tệ nhất của thời tiết.

### Từ 1906—1927

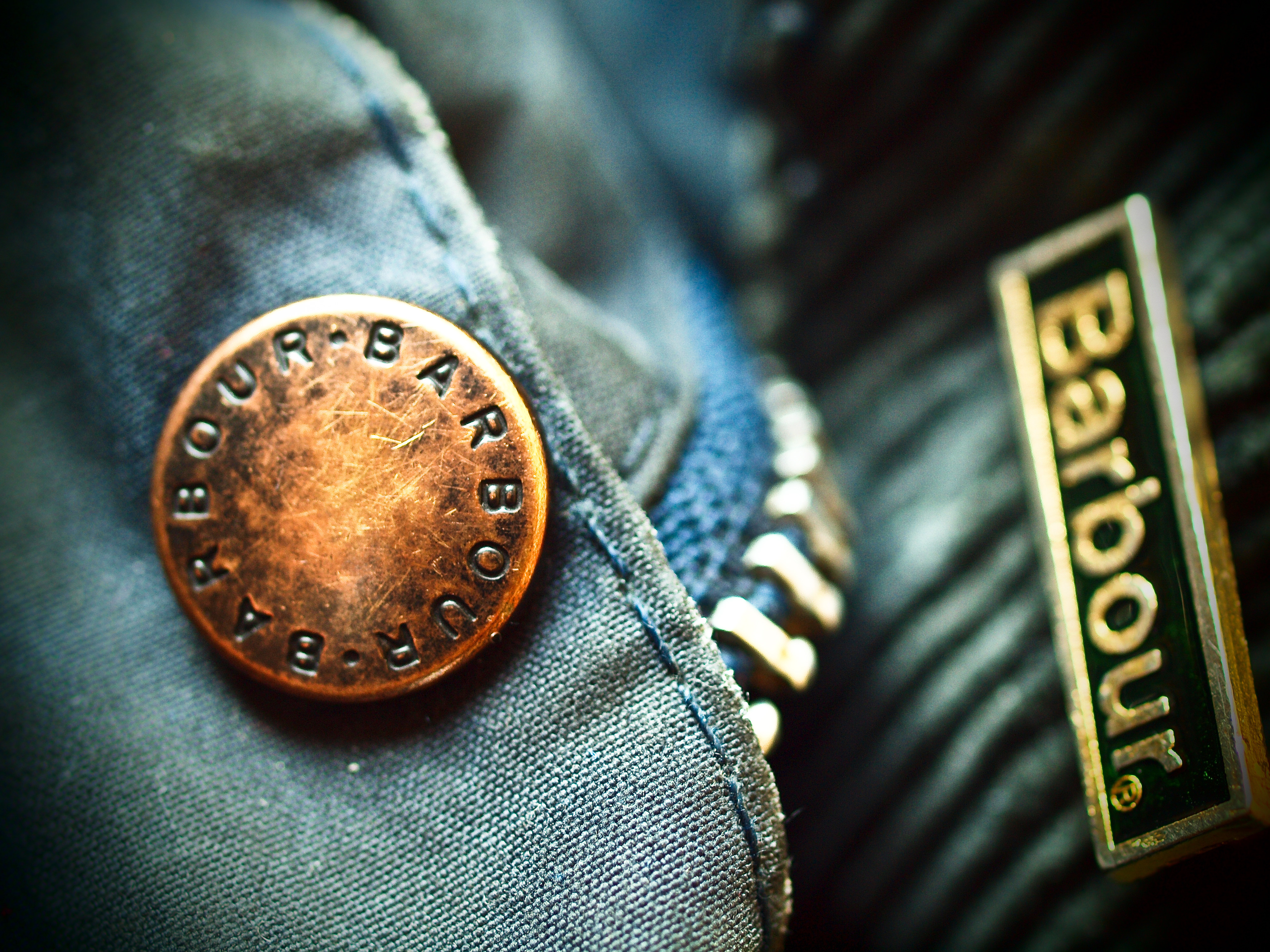
Thương hiệu Barbour đính trên nút áo

Đến năm 1906, Barbour là một doanh nghiệp thành công và John Barbour đã khiến hai con trai của ông, Jack và Malcolm trở thành đối tác bình đẳng trong kinh doanh. Người em trai Malcolm đã mở rộng kinh doanh để cung cấp quần áo da dầu Beacon cho chủ đất, nông dân, công nhân nông trại và người chăn cừu. Ông cũng sản xuất danh mục Barbour đầu tiên vào năm 1908, cũng như nhắm mục tiêu vào các thủy thủ và nông dân, tập trung vào ngư dân hình thành cốt lõi của hoạt động kinh doanh trong tương lai.
Đến năm 1917, danh mục đặt hàng hóa qua thư chiếm gần 75% hoạt động kinh doanh của Barbour bao gồm các đơn đặt hàng quốc tế từ Chile, Nam Phi và Hồng Kông.
Năm 1912, "J. Barbour & Sons" được đổi thành "J. Barbour & Sons Ltd" với John Barbour làm Chủ tịch, Jack và Malcolm con trai ông làm Giám đốc điều hành chung. John vẫn là Chủ tịch cho đến khi ông qua đời vào ngày 7 tháng 7 năm 1918 và được thành công bởi Jack Barbour.
Năm 1927, Jack từ chức để Malcolm để điều hành doanh nghiệp. Năm 1919, Malcolm đã giới thiệu Đại lý mua hàng của Barbour được thành lập để cho phép Barbour hoạt động như đại lý mua hàng - mua và cung cấp bất kỳ hàng hóa nào mà Barbour không thể cung cấp trực tiếp từ cửa hàng hoặc danh mục thay mặt cho bất kỳ ai sống ở nước ngoài. Điều này khá thường được chứng minh là một thách thức với các yêu cầu kinh doanh nhưng nó củng cố cam kết rằng Barbour phải phục vụ khách hàng. Điều này ngày nay vẫn còn rất quan trọng.

### Từ 1928—1944: Thế giới chiến thứ nhất, cuộc Đại suy thoái
Năm 1928, Duncan Barbour, con trai duy nhất của Malcolm tham gia kinh doanh, đã học được giao dịch của mình tại Bainbridge, cửa hàng bách hóa lớn nhất của Newcastle.
Trong Chiến tranh thế giới thứ nhất, nhu cầu rất cao trong quân đội đối với các tàu chở dầu và Barbour tiếp tục phát triển. Tuy nhiên, sau cuộc chiến với sự suy thoái chung trong nền kinh tế và cuộc Đại suy thoái năm 1929, doanh số của công ty đã giảm đáng kể. Phải đến năm 1935, nền kinh tế mới được cải thiện và Barbour mới bắt đầu kinh doanh có lãi trở lại.
Duncan Barbour, người lái xe mô tô đã giới thiệu một phạm vi xe máy vào những năm 1930 đã nhanh chóng biết đến, và những chiếc áo khoác Barbour được hầu như mọi đội tuyển quốc tế Anh sử dụng từ năm 1936 đến 1977 khi công ty Barbour đưa ra quyết định rút khỏi thị trường trang phục cho xe mô tô.

### Từ 1945—1973
Khi Chiến tranh thế giới thứ hai nổ ra, Duncan được gọi tham gia chiến đấu, Malcolm tiếp tục chịu trách nhiệm hoàn toàn cho công ty Barbour với sự giúp đỡ của vợ Duncan, là bà Nancy. Một lần nữa, công ty tiếp tục sản xuất trang phục ngoài trời chịu được thời tiết cho cả quân đội và dân thường, bao gồm cả việc phát triển và được đặt hàng bộ đồ Ursula thông qua chỉ huy Thuyền trưởng George Philips, trở thành vấn đề tiêu chuẩn cho các thủy thủ của tàu ngầm HSM Ursula. Áo khoác Ursula Barbour được đặt theo tên của tàu ngầm.
Tháng 11 năm 1945, Duncan quay trở lại công việc bắt đầu mở rộng kinh doanh. Vào tháng 8 năm 1957, công ty Barbour chuyển đến Khu thương mại Simonside ở ngoại ô South Shields và sau 63 năm làm nhà bán lẻ, Barbour trở thành nhà sản xuất và tiếp thị và xây dựng một nhà máy sản xuất. Sau khi Ducan qua đời ở tuổi 48, Malcolm một lần nữa tiếp quản Barbour với Nancy và con trai cô, là John 19 tuổi. Năm 1964, Malcolm Barbour qua đời ở tuổi 83 và bà Nancy Barbour đảm nhận vai trò Chủ tịch với John là Giám đốc điều hành chung.
Sau đó bi thảm xảy tới gia đình Barbour vào tháng 6 năm 1968, khi đang đi nghỉ dưỡng, John bị xuất huyết não và qua đời, để lại người góa phụ trẻ là vợ ông Margaret và cô con gái 2 tuổi Helen của họ. Margaret Barbour sinh ra và lớn lên ở Middlesbrough và được đào tạo thành một giáo viên. Sau cái chết của chồng, bà tận tâm thúc đẩy công việc kinh doanh mặc dù bà không có kinh nghiệm bán lẻ.
Năm 1972, Margaret nắm quyền kiểm soát vận may công ty Barbour khi nhận vai trò chủ tịch. Barbour ngay lập tức bắt đầu làm mới và đa dạng hóa thương hiệu lâu đời, giới thiệu các phụ kiện và phong cách mới để mở ra tên Barbour cho một loạt các nhóm tuổi và quốc gia.

### Từ 1975—nay
Barbour đã được danh dự trao tặng cả ba Royal Warrant, đầu tiên là từ Công tước xứ Edinburgh vào năm 1974, sau đó là Nữ vương và năm 1987, và Thân vương xứ Wales. Sự kết nối của hoàng gia đã thúc đẩy doanh số bán hàng khiến thương hiệu Barbour trở thành công ty quần áo sang trọng lối sống truyền thống thể thao của nước Anh.
Barbour hiện có 11 cửa hàng bán lẻ tại Vương Quốc Anh và có mặt ở 40 quốc gia trên thế giới bao gồm Đức, Hà Lan, Áo, Pháp, Hoa Kỳ, Ý, Tây Ban Nha, Argentina, New Zealand và Nhật Bản.

## Sản phẩm

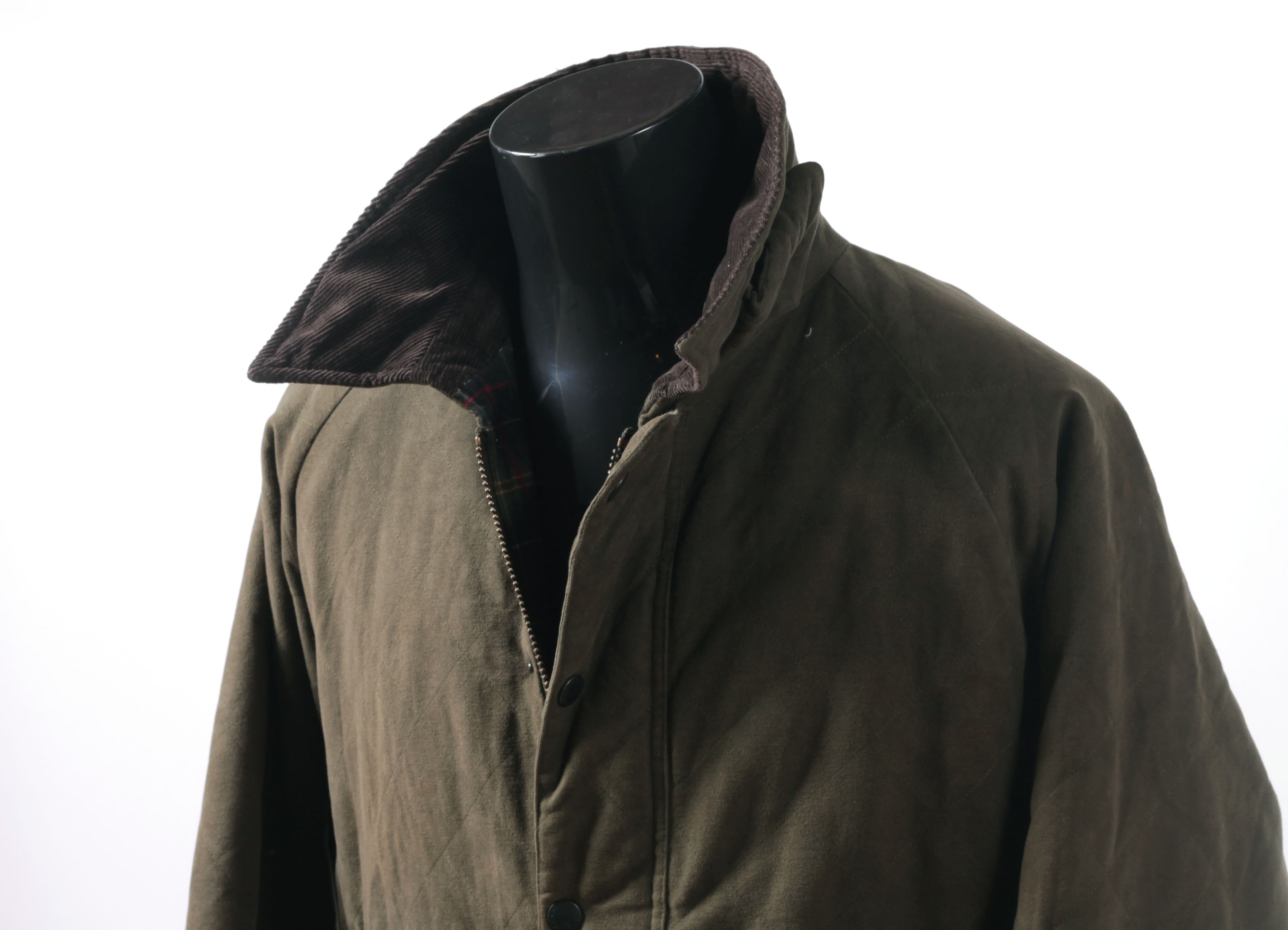
Mẫu áo khoác Barbour Beaufort

Quần áo Barbour được chú ý bởi cấu trúc và bề ngoài gồ ghề và ngoài áo khoác được phủ sáp và chần, công ty còn sản xuất áo len, quần áo moleskin, quần áo nhung, và áo phông. Barbour là một trong số những công ty có sản phẩm áo khoác làm bằng tay. Những chiếc áo khoác đều được sử dụng trong khí hậu ẩm ướt, mát mẻ và khu vực rất lạnh, mùa xuân hoặc mùa thu điển hình các vùng của Vương Quốc Anh hoặc Scotland. Vào năm 1993, mẫu Beaufort đã được giới thiệu là chiếc áo khoác bằng vải sáp nổi tiếng nhất trong số ba kiểu áo khoác của Barbour gồm Barbour Beaufort, Barbour Bedale và Barbour Ashby. 

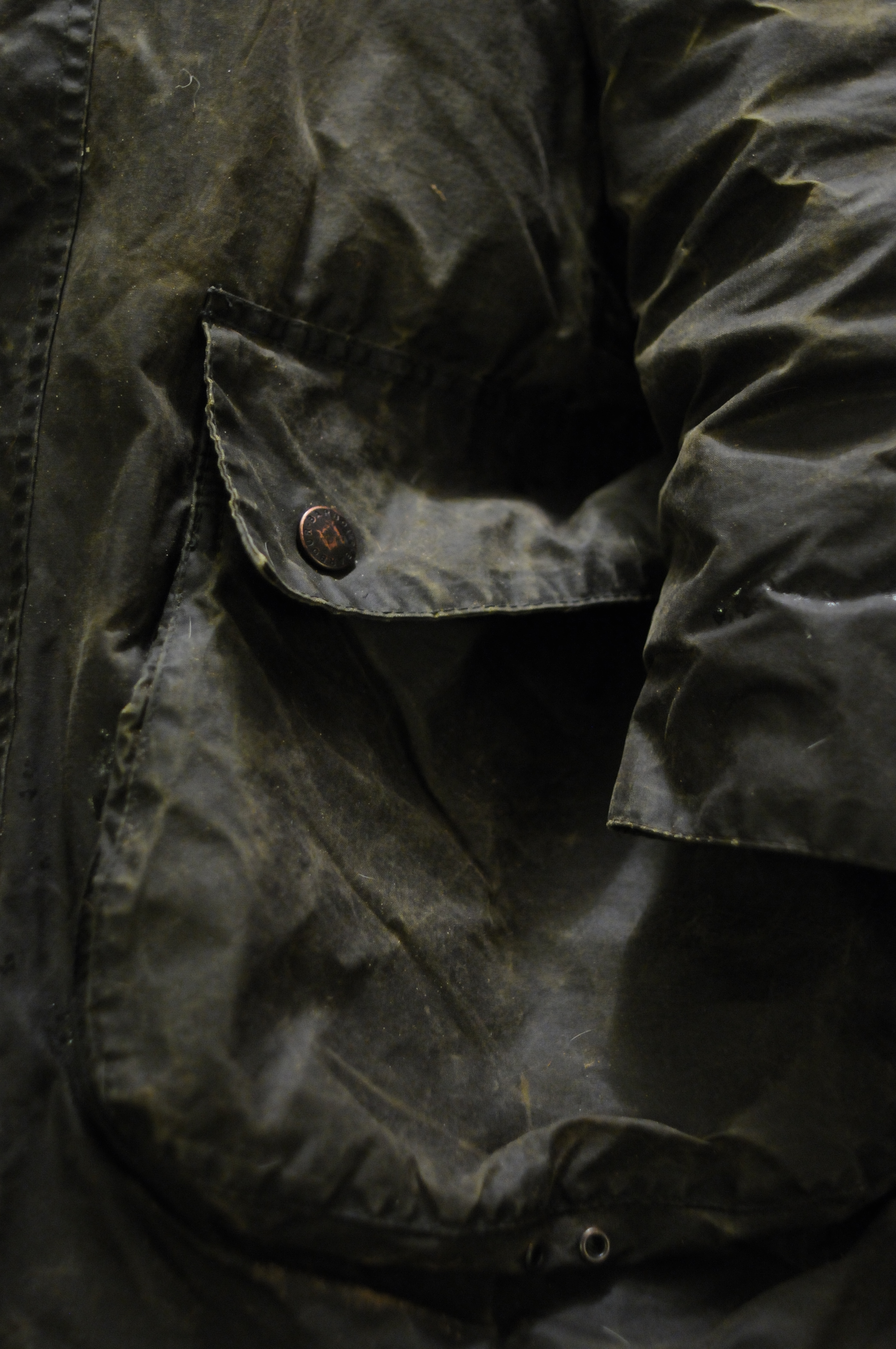

Tất cả đều được làm từ một tấm vải cotton nặng khoảng 2,7 kilogram và nó có trọng lượng trung bình. Sau đó, áo được xử lý bằng sáp dầu lụa mang lại cho chiếc áo đặc điểm thời tiết điển hình.
Mặc dù có nguồn sản phẩm từ khắp nơi trên thế giới, áo khoác sáp bông Barbour vẫn được sản xuất thủ công tại nhà máy ở Simonside và mỗi năm có hơn 100,000 áo khoác Barbour được xử lý thông qua các hoạt động dịch vụ khách hàng trung ương, công ty con và địa phương. Hiện tại có hơn 2,000 sản phẩm Barbour trong hai mùa và các bộ sưu tập hiện cũng phục vụ cho Phụ nữ và Trẻ em.

## Giải thưởng
- 1974: Công ty Barbour được trao Royal Warrant đầu tiên từ Công tước xứ Edinburgh.
- 1980: Thương hiệu Barbour International nhận huy hiệu vàng và đen cho dòng xe đạp.
- 1982: Công ty Barbour nhận huy hiệu Royal Warrant lần hai từ HM Nữ Vương Elizabeth.
- 1987: Công ty Barbour nhận Royal Warrant lần ba từ HRH Thân vương xứ Wales.
- 2002: Margaret Barbour được phong tặng tước Hiệp sĩ của Huân chương Đế quốc Anh do những nỗi lực đóng góp.
- 2008: Công ty Barbour nhận giải Trang phục tốt nhất của năm bởi Shooting Industry Award.[6]
- 2014: Công ty Barbour hợp tác với Land Rover

## Văn hoá đại chúng
Áo khoác sáp bông đặc biệt của Barbour đã được sử dụng làm trang phục trong nhiều bộ phim bao gồm cả phim Skyfall vào năm 2012, trong đó James Bond do Daniel Craig thủ vai mặc áo khoác Barbour.
Barbour có một dòng sản phẩm quần áo lâu đời được lấy cảm hứng từ diễn viên kiêm tay đua xe môtô cuồng nhiệt Steve McQueen, người được biết đến với việc mặc Barbour trong các cuộc đua.